# Reinhard Mutz
Reinhard Mutz (* 3. Juni 1938; † 13. Dezember 2017) war ein deutscher Politologe und Friedensforscher.

## Lebenslauf
Nach einem dreijährigen Militärdienst studierte er Politikwissenschaft, Soziologie und Neuere Geschichte an der FU Berlin. Er promovierte 1978 mit einer Arbeit über "Sicherheitspolitik und demokratische Öffentlichkeit in der Bundesrepublik Deutschland – Probleme der Analyse, Kritik und Kontrolle militärischer Macht" und habilitierte sich 1984 über "Konventionelle Abrüstung in Europa". Zwischen 1966 und 1984 war er am Institut für internationale Politik und Regionalstudien der FU Berlin Tutor, Assistent und schließlich Assistenzprofessor. 1984 wechselte er an das Hamburger Institut für Friedensforschung und Sicherheitspolitik (IFSH), wo er zunächst als wissenschaftlicher Referent begann und später zum stellvertretenden Wissenschaftlichen Direktor ernannt wurde.
Zwischen 2003 und 2006 war er kommissarischer Wissenschaftlicher Direktor des IFSH. Von 1992 bis 2008 war Mutz Mitherausgeber des Jahresgutachtens der friedenswissenschaftlichen Forschungsinstitute in Deutschland. Seit seiner Pensionierung im Jahr 2006 ist er "Senior Research Fellow" am IFSH. Mutz ist Autor und Herausgeber zahlreiche Publikationen zu Fragen der Abrüstung, Friedensforschung und Sicherheitspolitik.
Reinhard Mutz starb 79-jährig am 13. Dezember 2017.

## Festschrift
- Hans J. Gießmann, Götz Neuneck (Hrsg.): Streitkräfte zähmen, Sicherheit schaffen, Frieden gewinnen – Festschrift für Reinhard Mutz, Baden-Baden: Nomos-Verlag, 2008, ISBN 978-3-8329-3608-2.